# Чеславиці (Люблінське воєводство)
Чеславиці (пол. Czesławice) — село в Польщі, у гміні Наленчув Пулавського повіту Люблінського воєводства. Населення — 651 особа (2011).

## Історія
Станом на 1921 рік село та фільварок Чеславиці належали до гміни Джевці Луківського повіту Люблінського воєводства міжвоєнної Польщі.
За офіційним переписом населення Польщі 10 вересня 1921 року в селі Чеславиці налічувалося 80 домів і 515 мешканців (усі поляки-римо-католики). На однойменному фільварку було 11 будинків та 260 мешканців, з них:
- 218 римо-католиків, 36 православних, 6 юдеїв;
- 219 поляків, 35 українців, 6 євреїв.

## Населення
Демографічна структура станом на 31 березня 2011 року:
|          | Загалом | Допрацездатний вік | Працездатний вік | Постпрацездатний вік |
| -------- | ------- | ------------------ | ---------------- | -------------------- |
| Чоловіки | 323     | 73                 | 207              | 43                   |
| Жінки    | 328     | 58                 | 189              | 81                   |
| Разом    | 651     | 131                | 396              | 124                  |